# Ті самі дні (серіал)
«Ті самі дні», або «Інший час» (англ. Another Period) — американський псевдоісторичний пародійно-комедійного стилю телесеріал з елементами ситкому. Є своєрідною сатирою на американське реаліті-шоу «Сімейство Кардаш'ян» та британський серіал «Абатство Даунтон». У жорсткій (подекуди агресивній) комедійно-саркастичній формі висміюються популярні стереотипні уявлення, людські вади і недоліки; також піднімаються питання щодо типових проблем світу.

## Сюжет
Події розгортаються на початку XX століття у штаті Род-Айленд (США), зокрема у місті Ньюпорт.
Увага прикута до заможного сімейства Беллакурів, члени якого мають свої пороки і за закритими дверима великого маєтку ховають блуд, інцест, мужолозтво тощо. Батько сімейства Беллакурів (Командор) знаходиться у сексуальному рабстві однієї із служниць, його доньки (Беатріс і Лілліан) зраджують своїм чоловікам (Альберт і Віктор), в той час, як самі чоловіки таємно зустрічаються один з одним. Його син (Фредерік) разом із сестрою (Беатріс) мають давній сексуальний зв'язок, який не приховують перед іншими членами сімейства. Його дружина (Додо) таємно закохана у дворецького (Піперс).
На тлі цієї псевдоісторичності та вигаданості у серіалі також з'являються й історичні постаті, зокрема в деяких епізодах присутні Лев Троцький, Адольф Гітлер, Марк Твен, Теодор Рузвельт, Альберт Ейнштейн та багато інших історичних персоналій.

## Ролі

### Головні
- Наташа Леджеро у ролі Лілліан Беллакур[1]
- Рікі Ліндхоум у ролі Беатріс Беллакур
- Джейсон Ріттер у ролі Фредеріка Беллакур
- Девід Кокнер у ролі Командора Беллакур
- Пейджет Брюстер у ролі Додо Беллакур
- Джо Ло Тругліо (пілотна серія) / Браян Гаскі у ролі Віктора, чоловіка Лілліан
- Девід Вейн у ролі Альберта, чоловіка Беатріс
- Крістіна Гендрікс у ролі служниці Селін на прізвисько «Стул»
- Майкл Блек у ролі Піперса, дворецького
- Лорен Еш (сезон 1) / Лорен Фленс (сезон 2) / Донна Лінн Чаплін (сезон 3) у ролі Гортензії Беллакур

### Другорядні, епізодичні
- Бен Стіллер у ролі Чарльза Понці
- Седрік «Розважальник» у ролі Скотта Джопліна
- Тім Гайдекер у ролі Ендрю Карнеґі

## Сезони
Серіал складається із пілотної серії (2013) та 3-ох сезонів (2015—2018). Планувалося продовжити до четвертого, однак виробництво й досі не почалося.

## Критика та відгуки
Серіал отримав переважно схвальні відгуки, зокрема сайт Metacritic поставив серіалу 68 балів зі 100, що відповідає рівневі «у цілому позитивна оцінка», на основі 13 професійних оглядів.